# Viktor Michajlovič Vasněcov
Viktor Michajlovič Vasněcov (rusky Ви́ктор Миха́йлович Васнецо́в; 15. května 1848, selo Lopjal ve Vjatské gubernii – 23. července 1926, Moskva) byl ruský malíř.

## Život a činnost
Byl vychován ve Vjatském duchovním semináři. V roce 1868 přestoupil na carskou uměleckou akademii, kde setrval do roku 1875. Za kresby a studie získal dvě malé a jednu velkou stříbrnou medaili. Účastnil se uměleckých výstav, hlavně svými obrazy ze života ruské země a s obrazy z pohádkového světa.

## Galerie

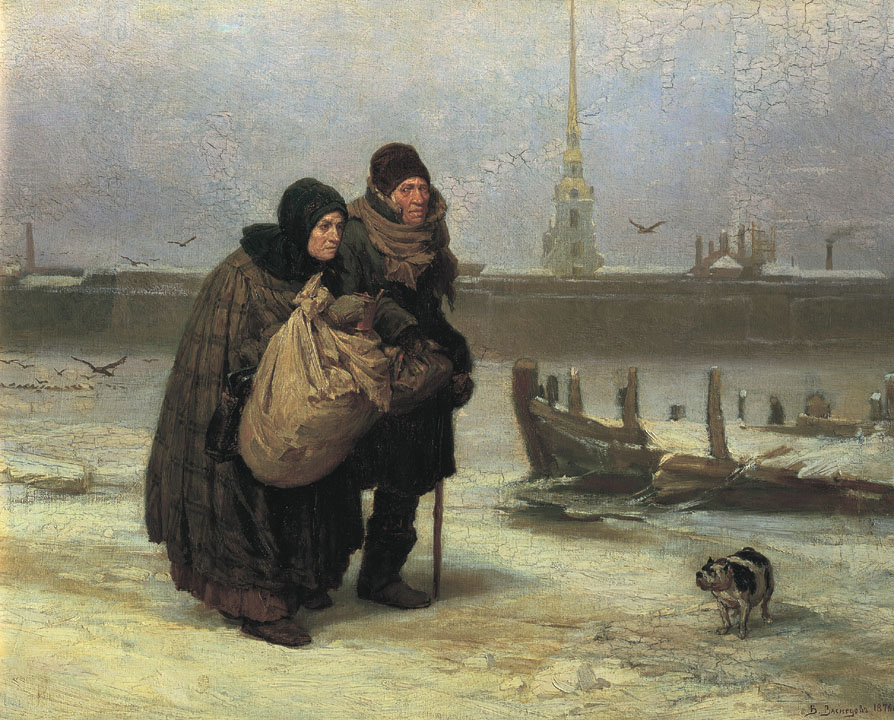
Z bytu do bytu, 1876
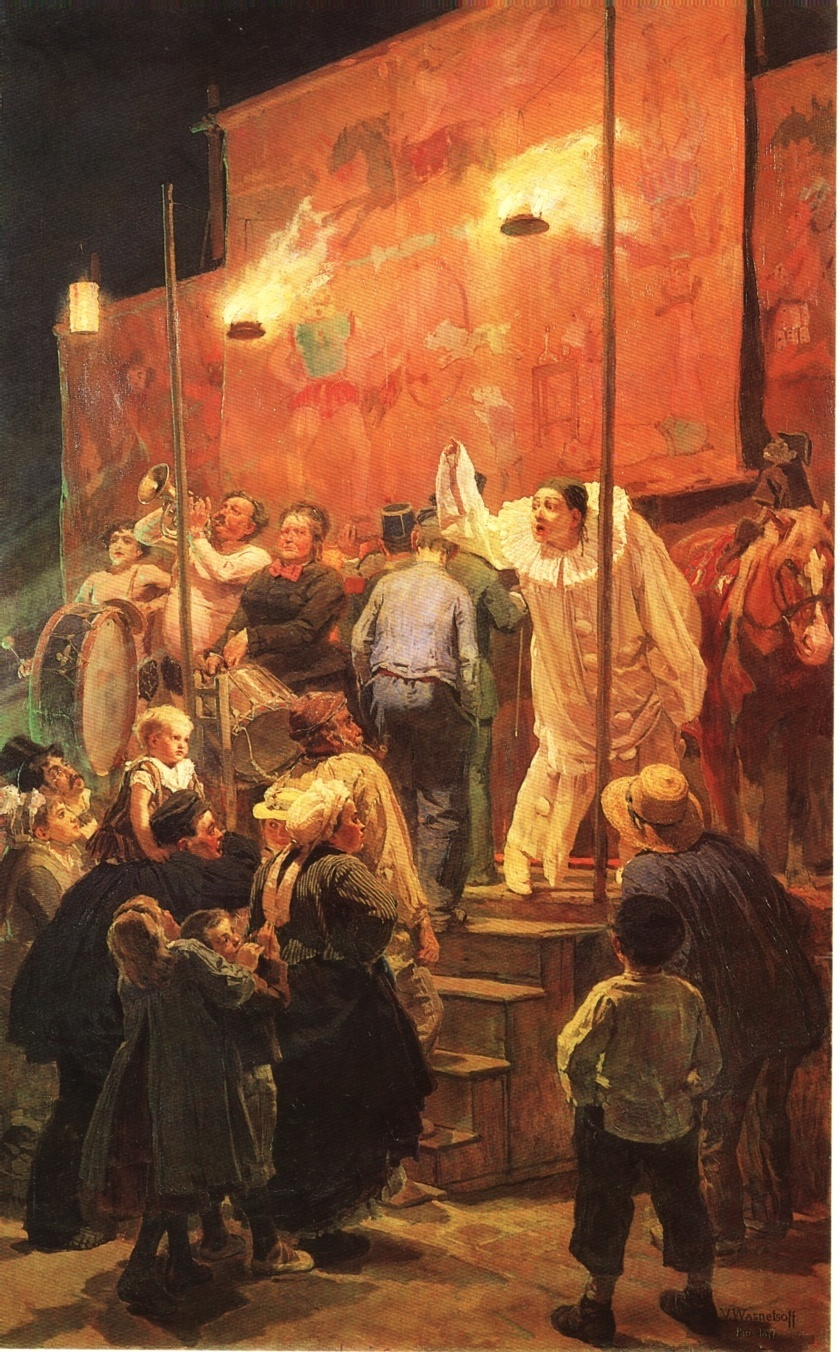
Akrobati, 1876–1877
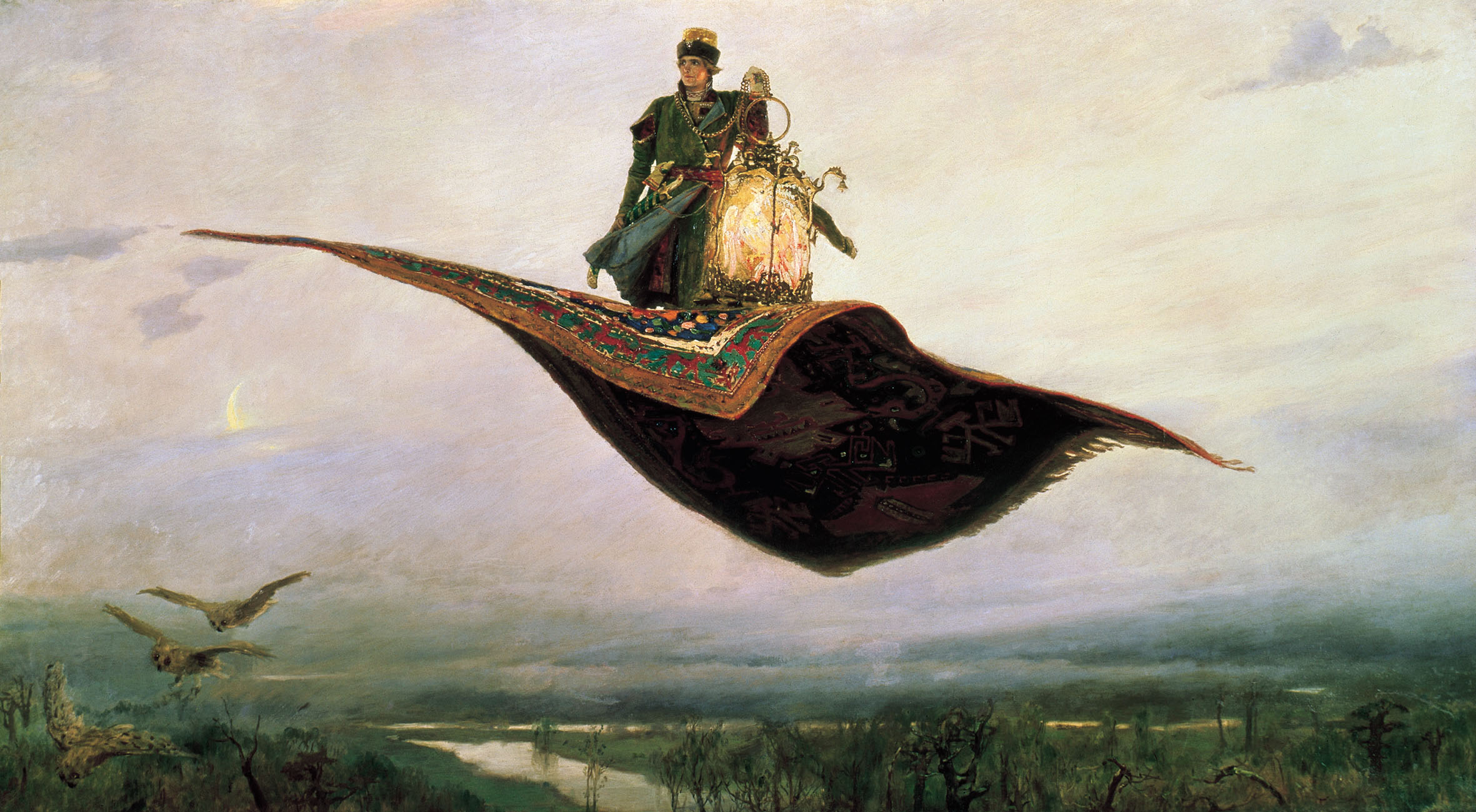
Létající koberec, 1880
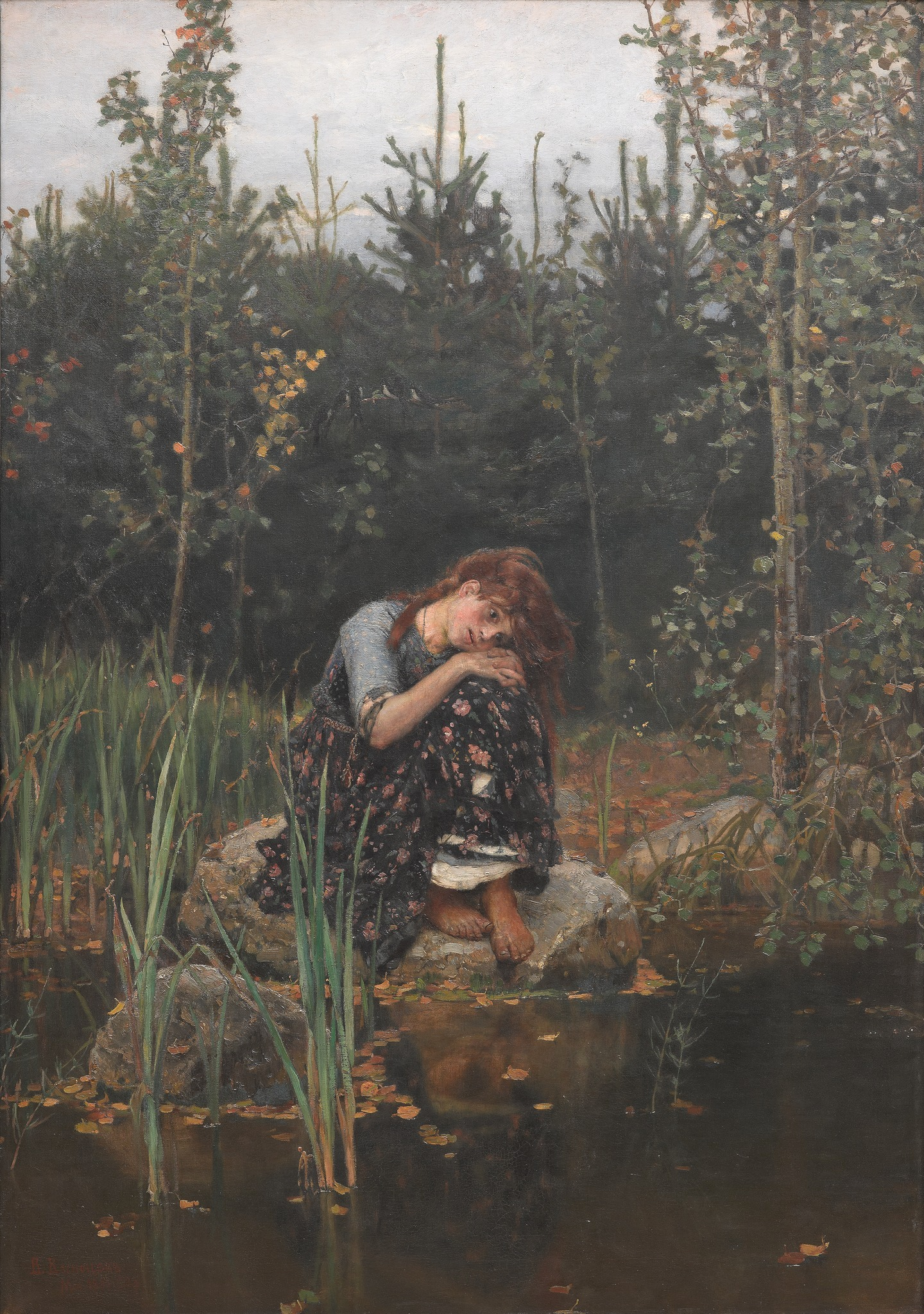
Aljonuška, 1881
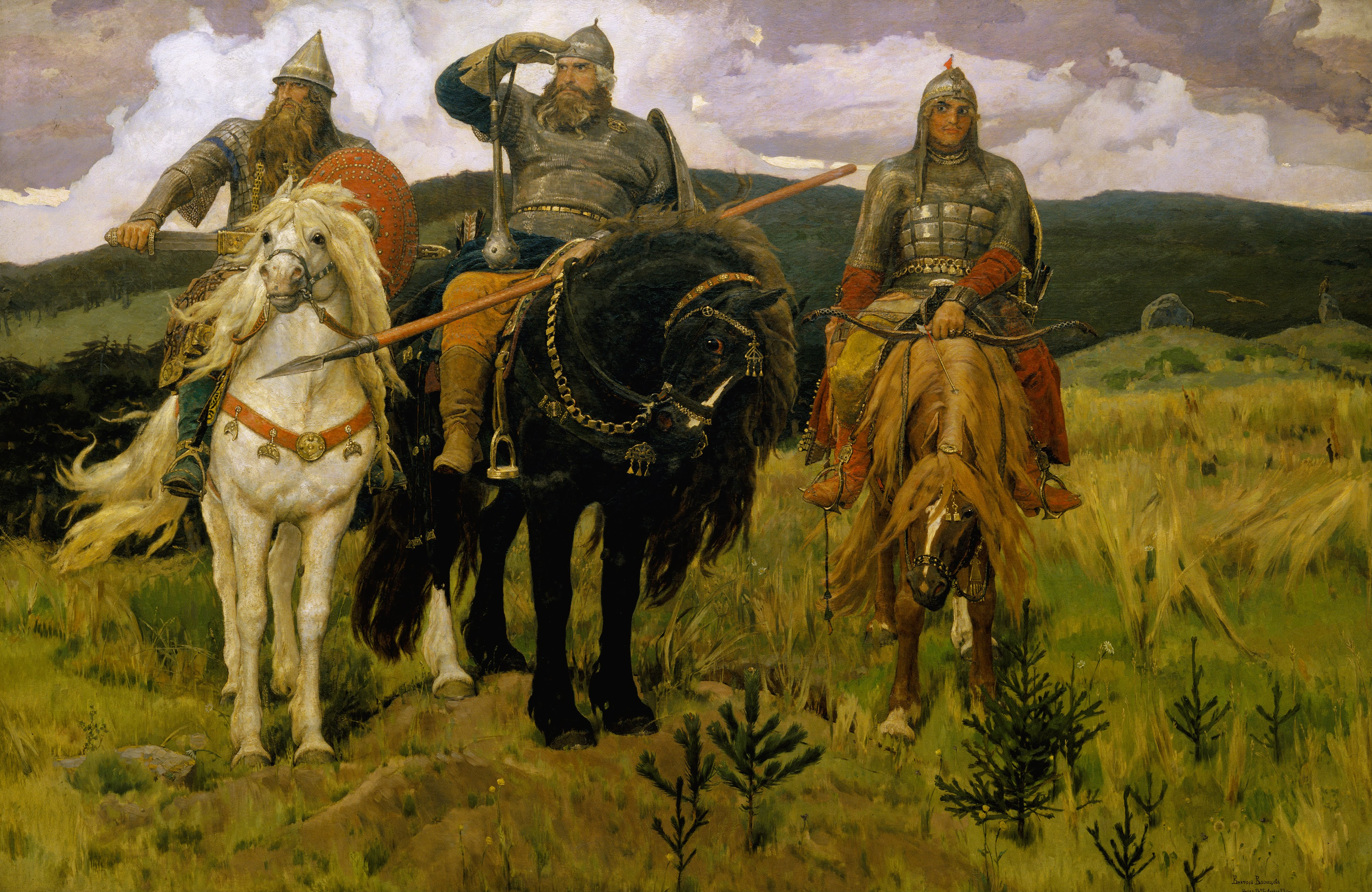
Bohatýři, 1881–1898
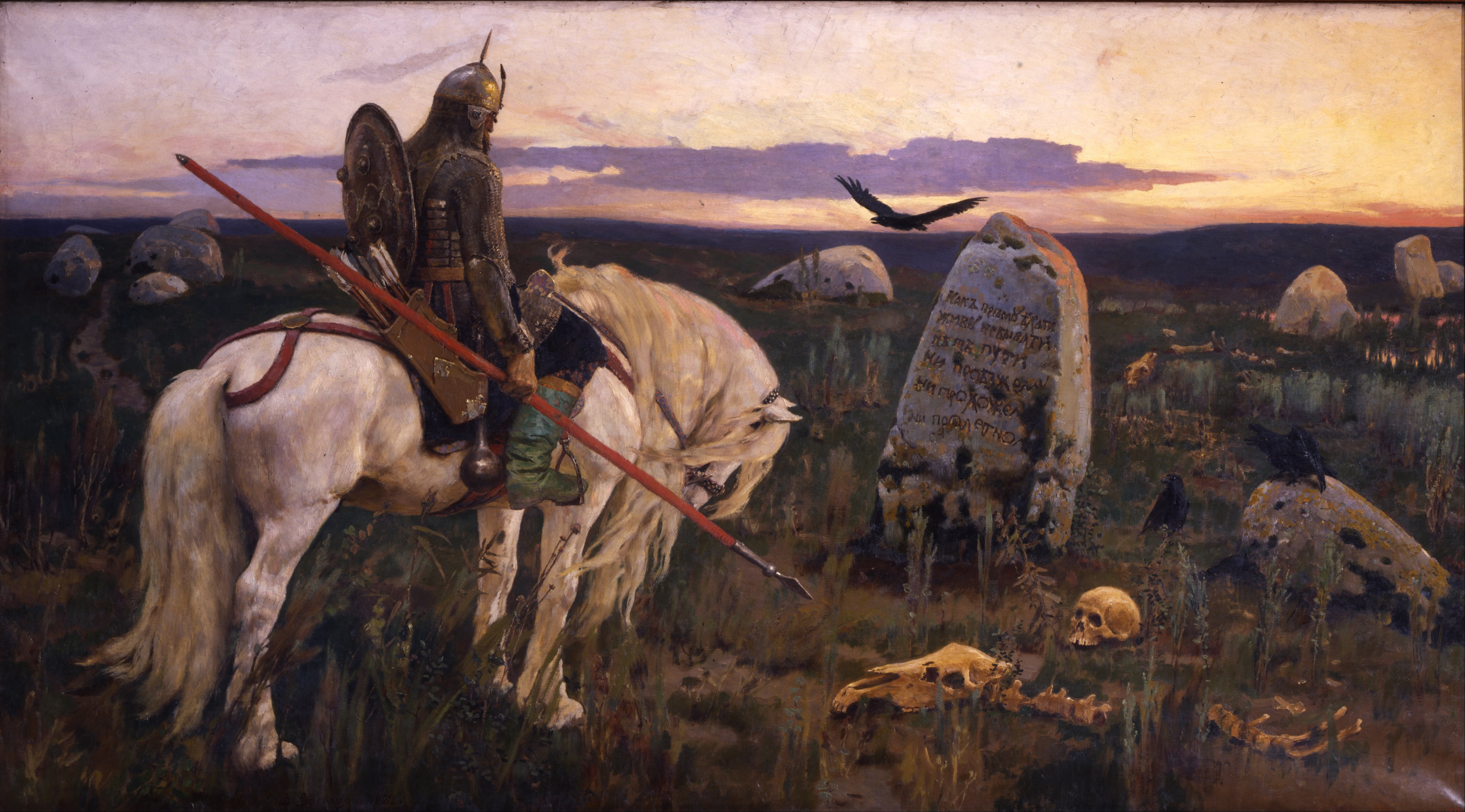
Rytíř na rozcestí, 1882
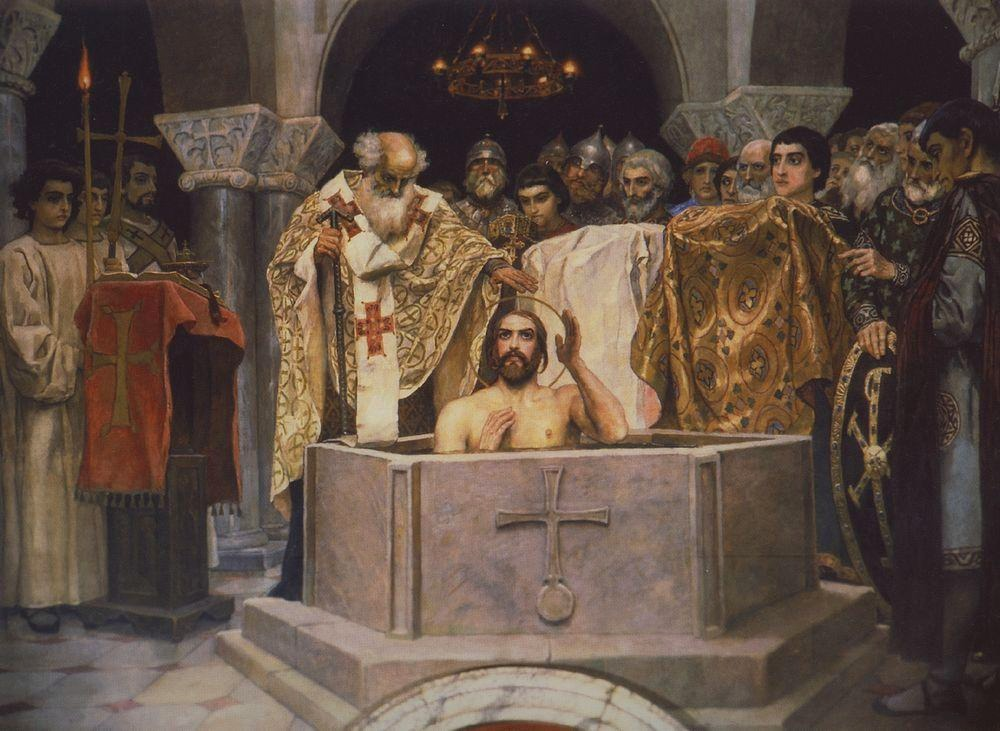
Křest knížete Vladimíra, 1885–1893
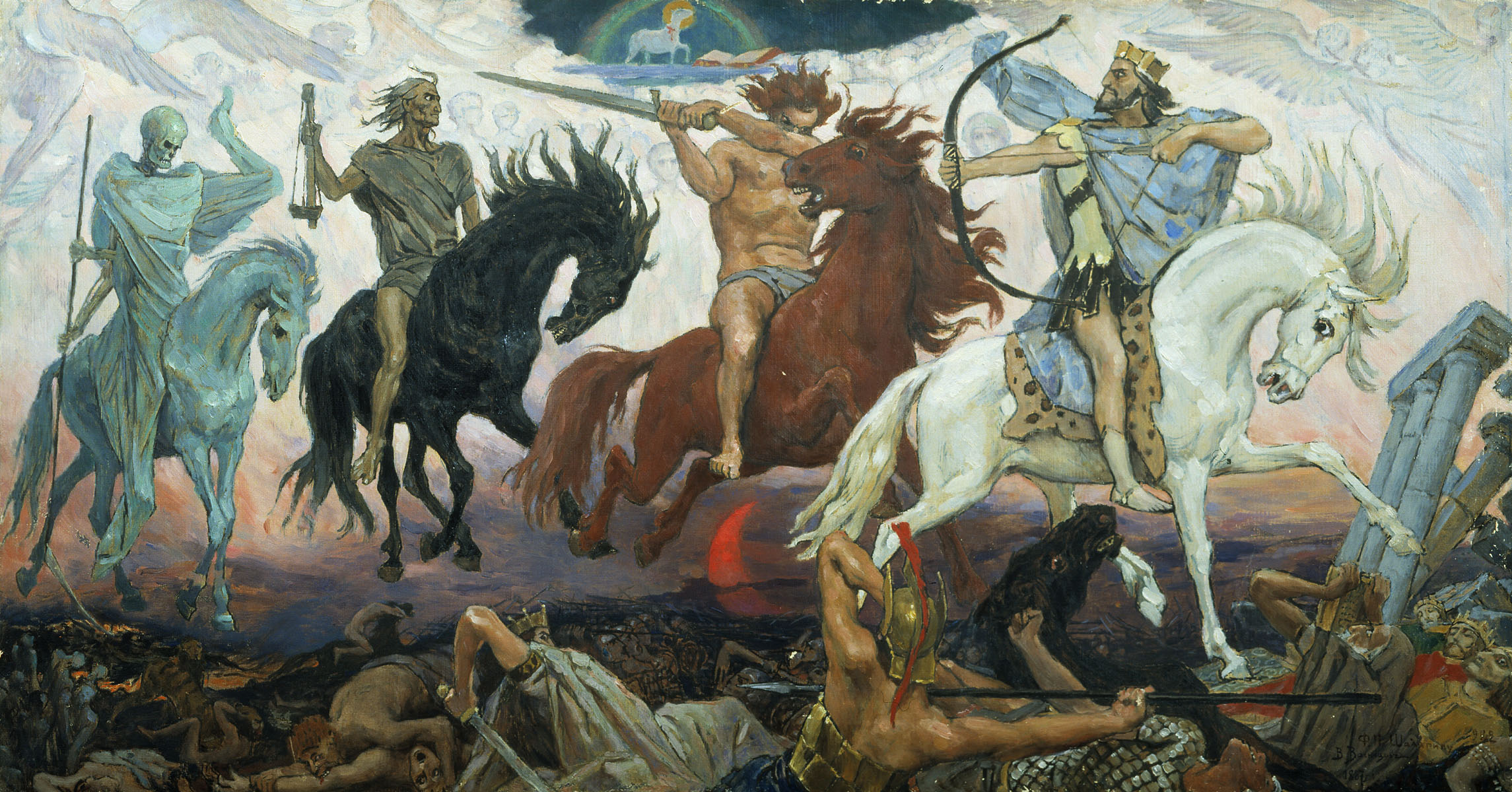
Čtyři jezdci Apokalypsy, 1887
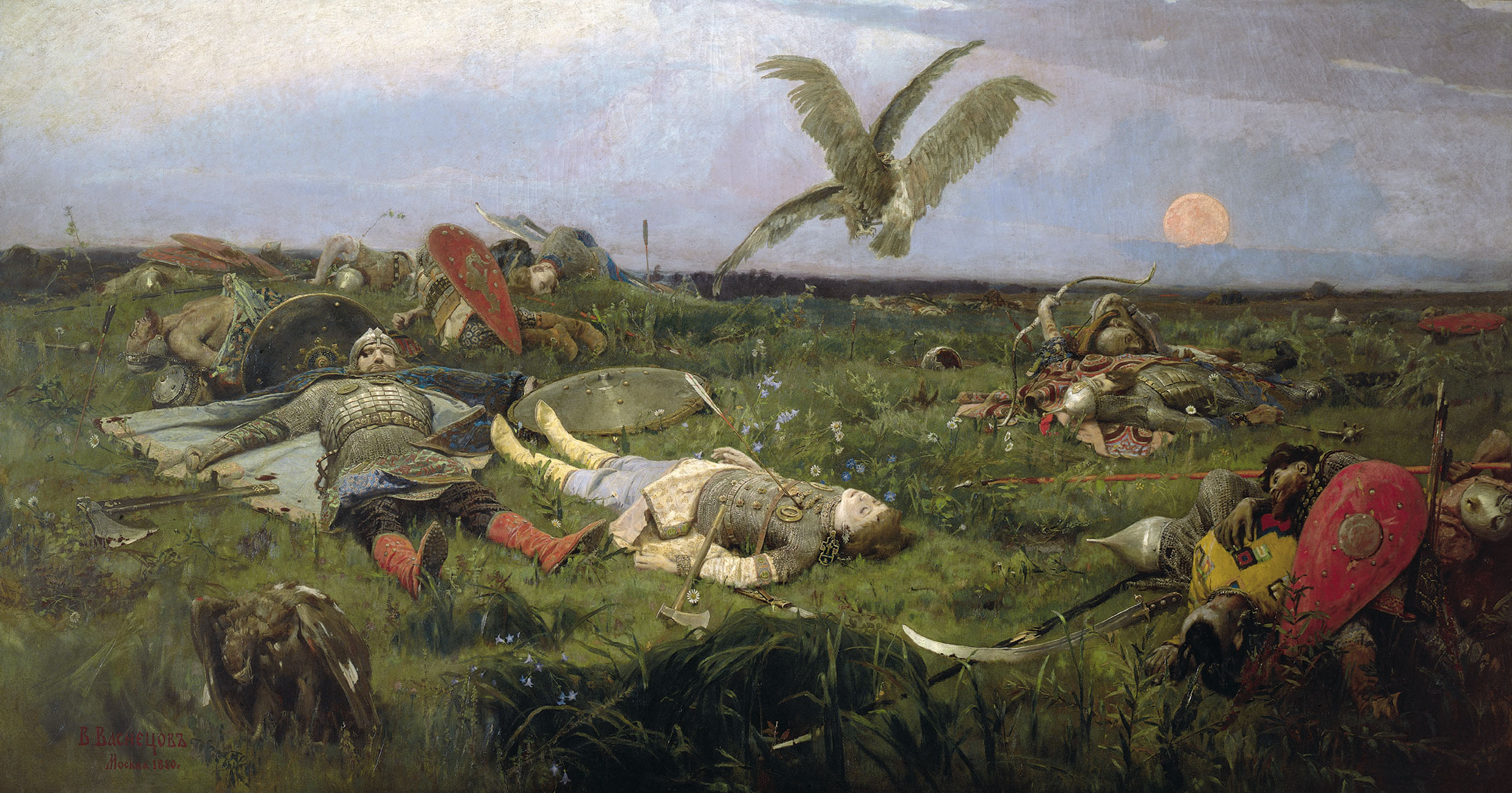
Po bitvě Igora Svjatoslaviče s Polovci, 1880
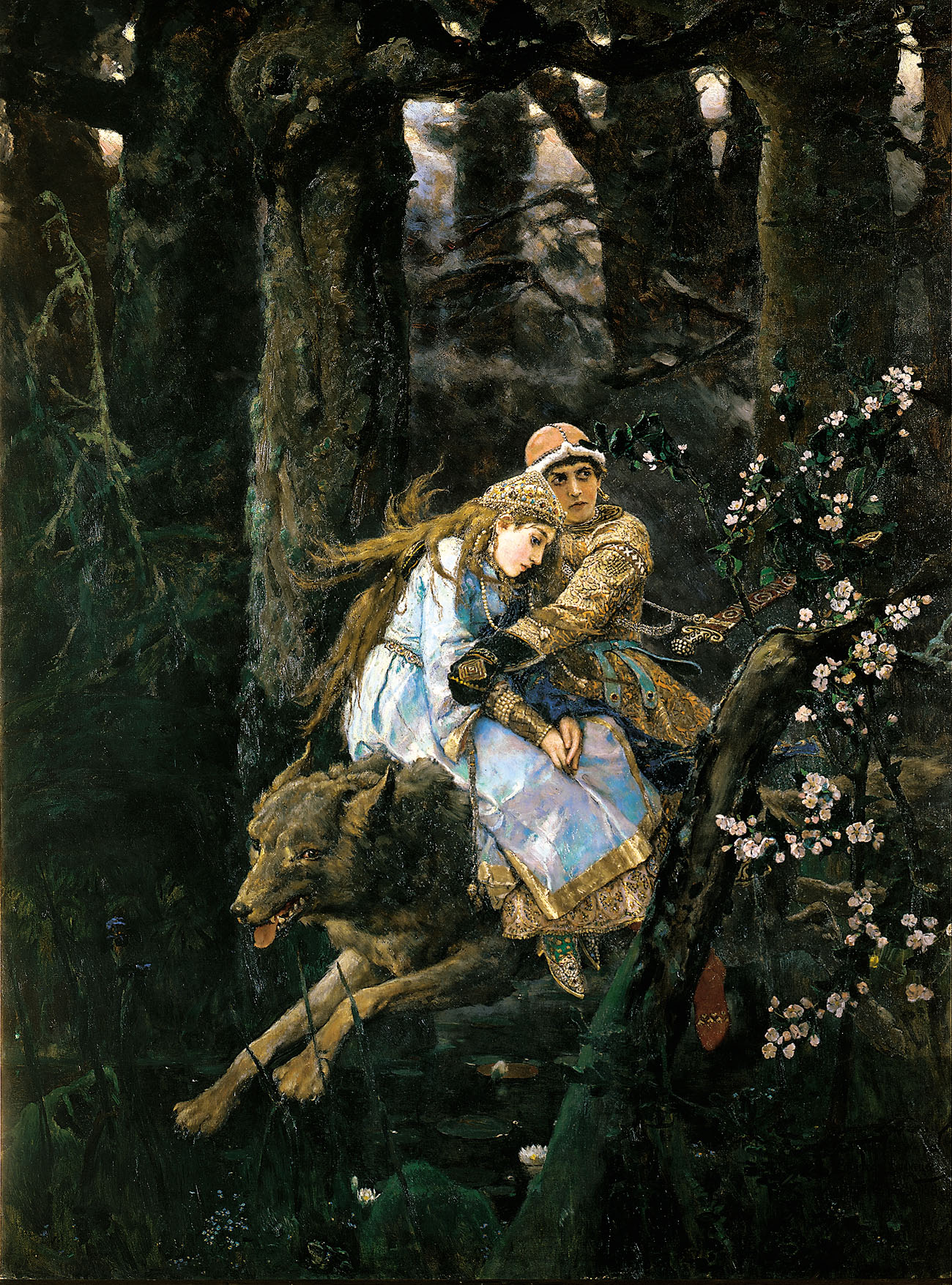
Ivan Carevič na šedém vlku, 1889
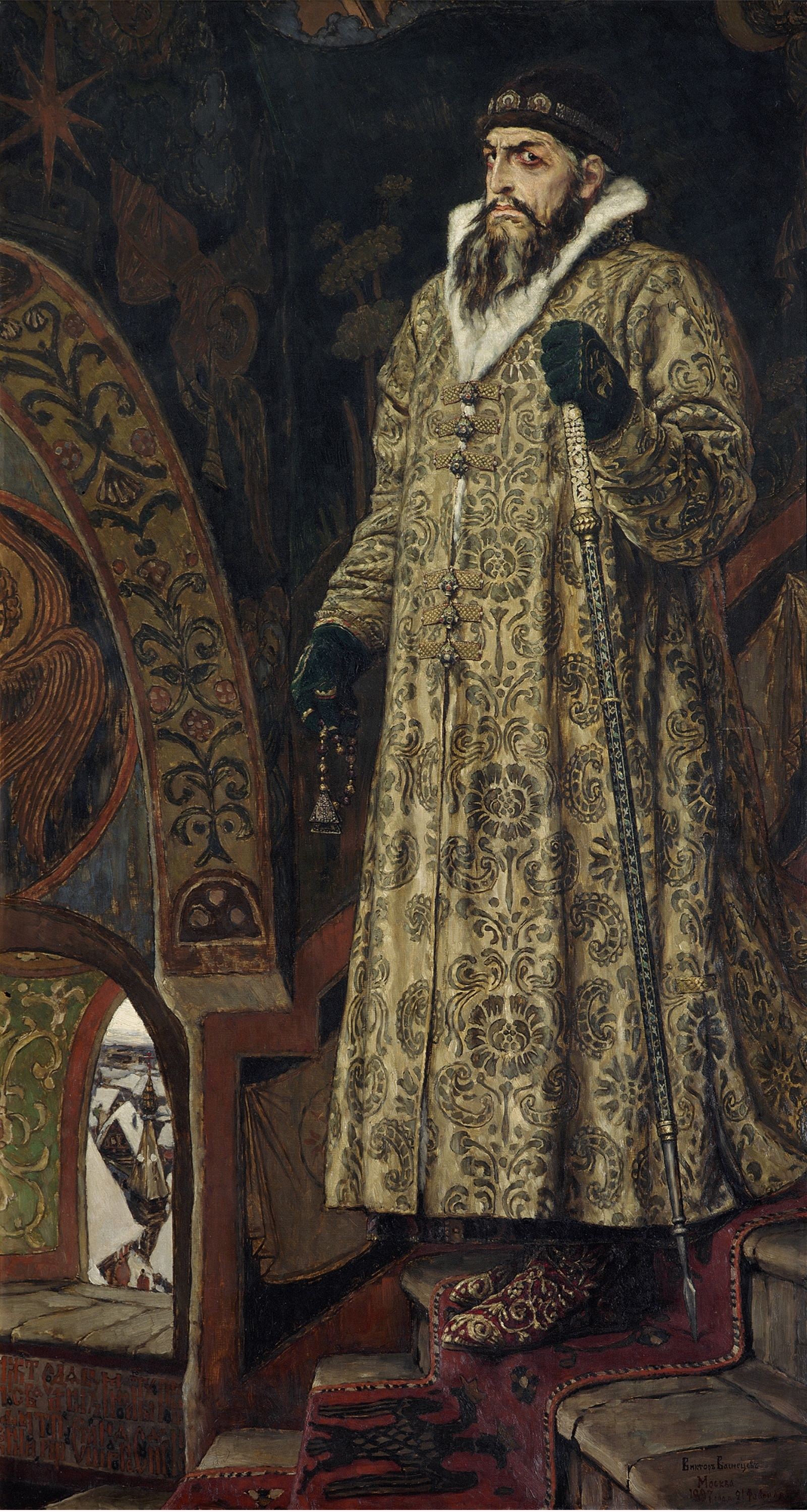
Car Ivan Hrozný, 1897
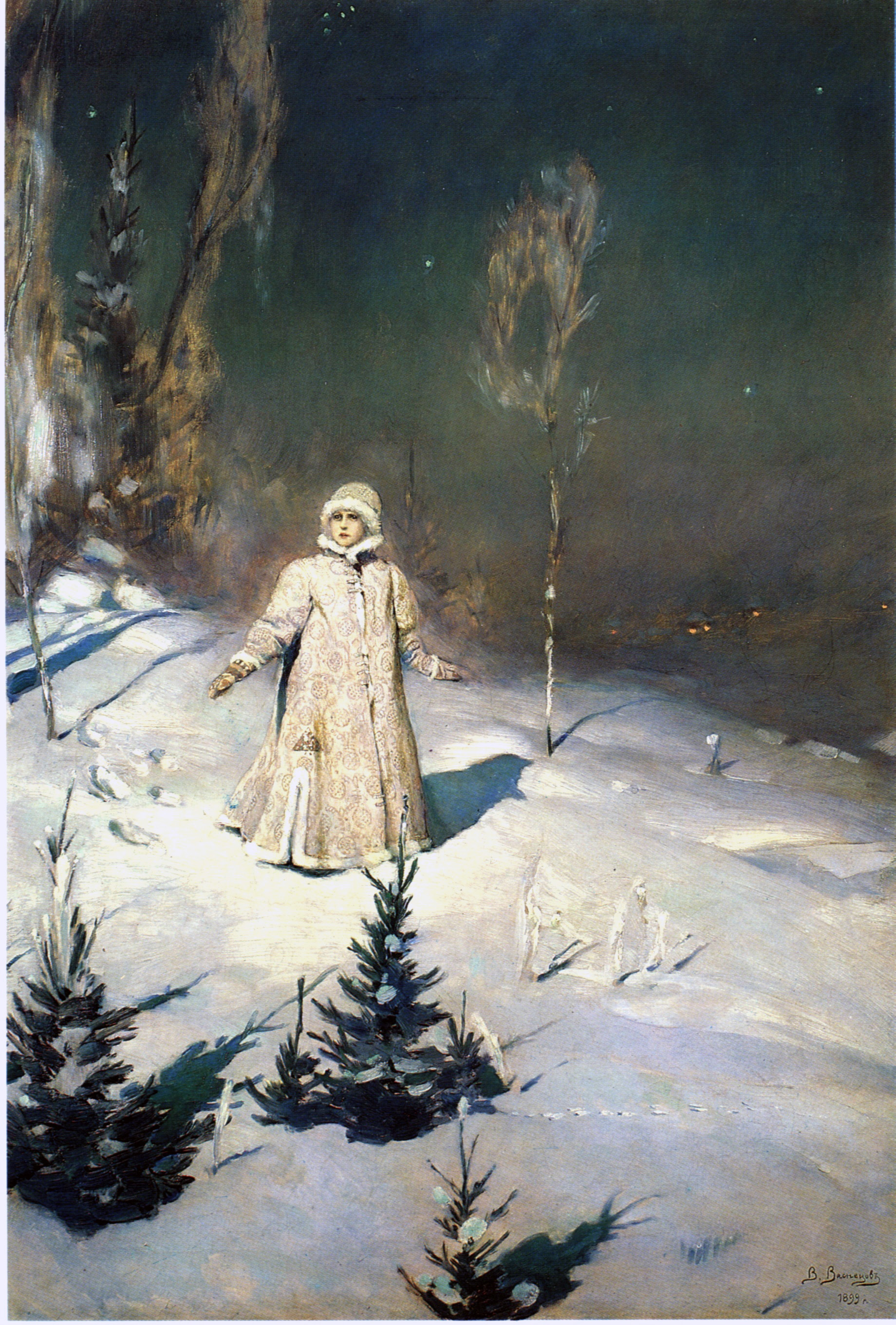
Sněhurka, 1899
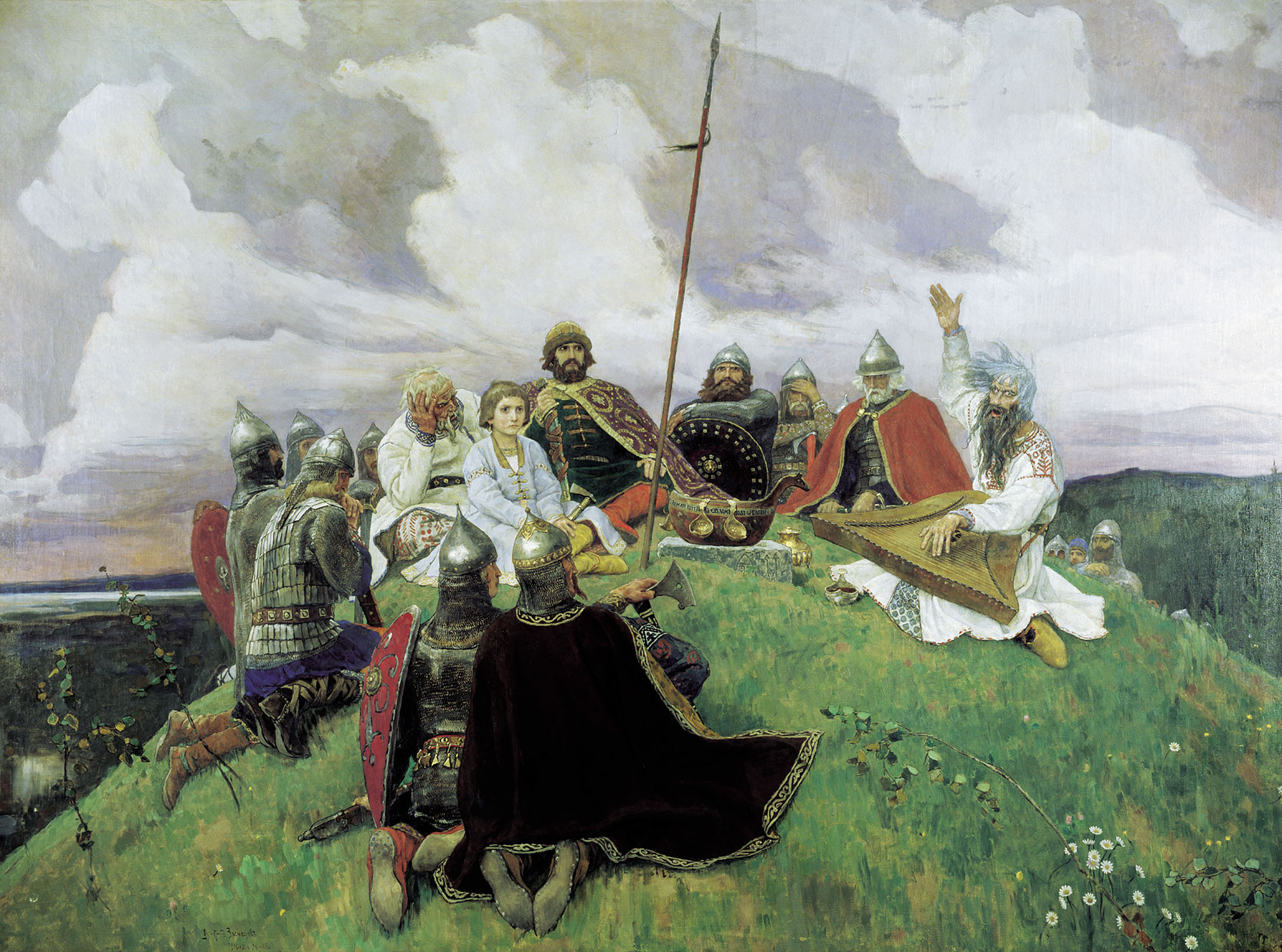
Bojan, 1910
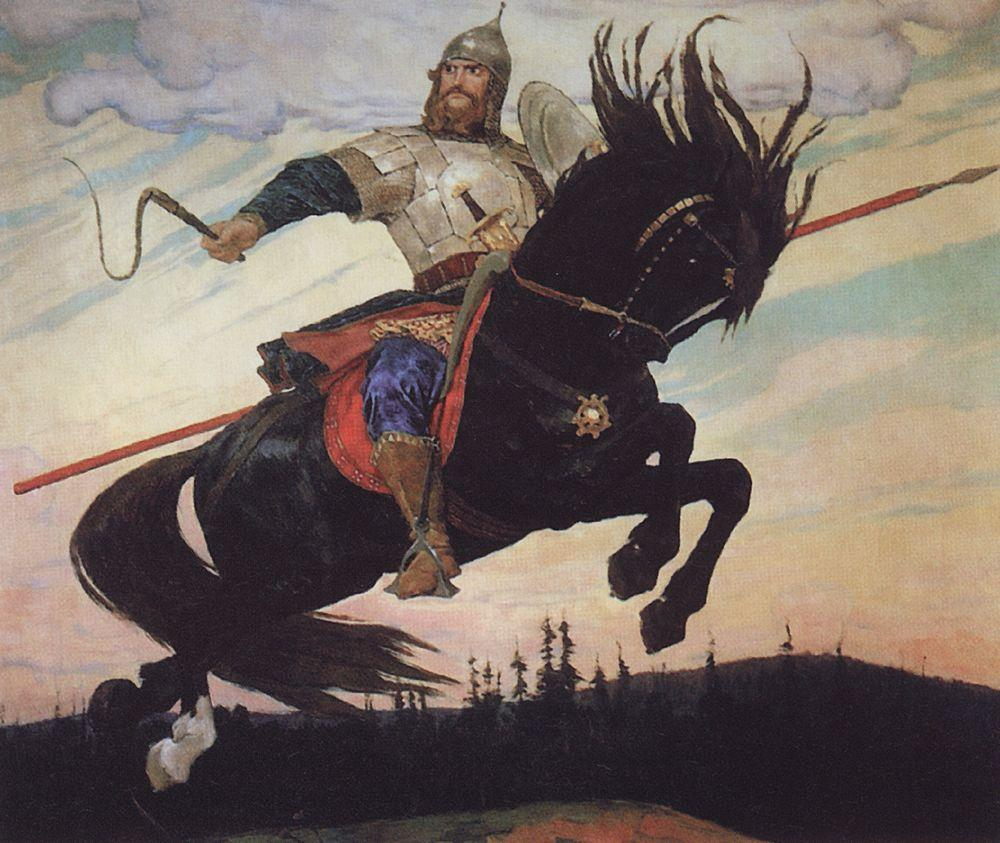
Ilja Muromec, 1914